# Distretto di Urgench
Il distretto di Urgench (usbeco Urganch) è uno dei 10 distretti della Regione di Xorazm, in Uzbekistan. Il capoluogo è Qorovul.